# Shizhuling (métro de Nanning)
Shizhuling (chinois : 石柱岭站 / pinyin : Shízhùlǐng zhàn / zhuang : Camh Sizcuiingj) est une station de la ligne 2 du métro de Nanning. Elle est située de part et d'autre du boulevard Xingguang, dans le district de Jiangnan de la ville de Nanning, en Chine.
Ouverte en 2017, elle comprend quatre entrées et une seule plateforme.

## Situation sur le réseau

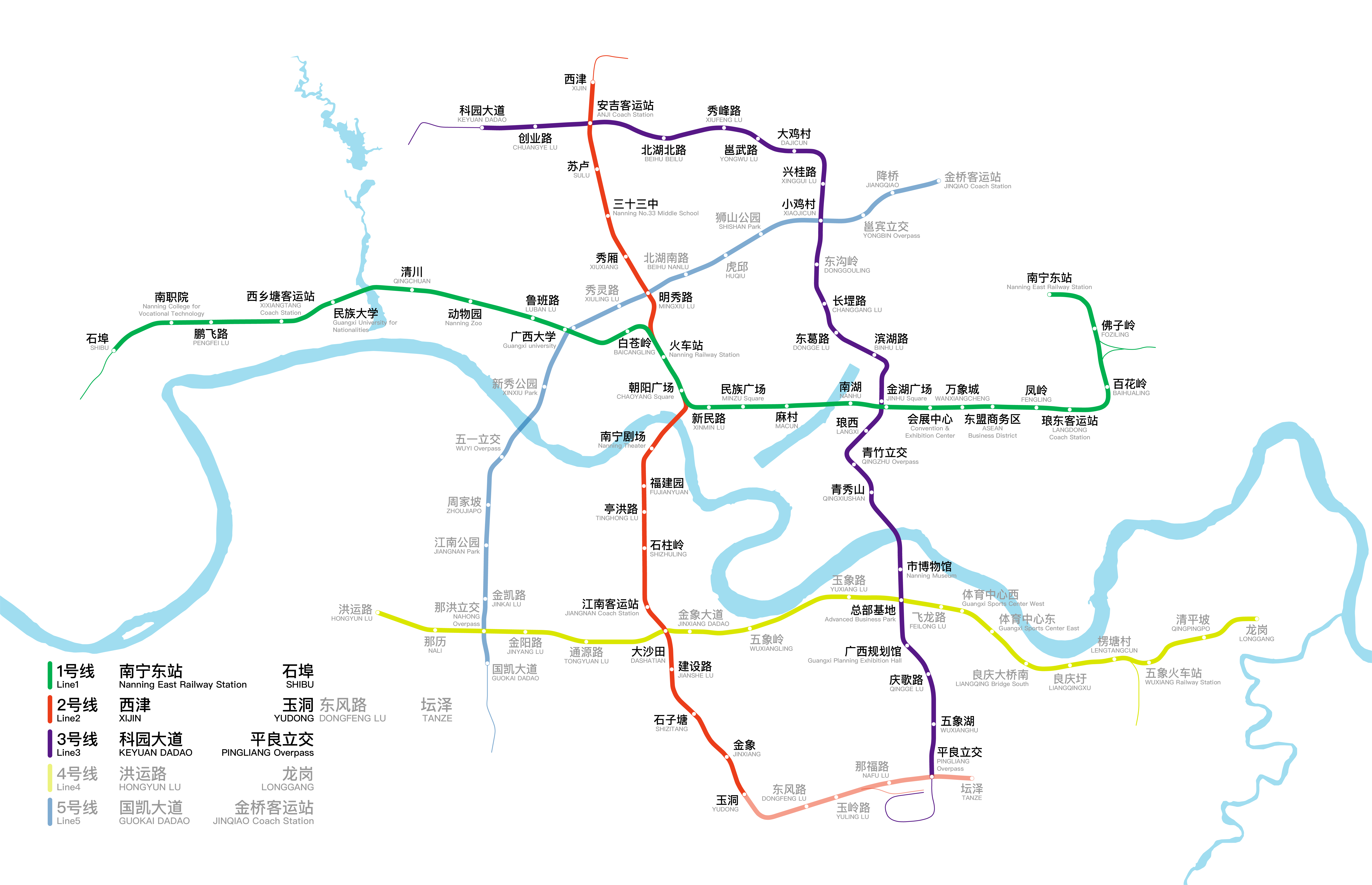
Plan du métro.

Établie en souterrain, Shizhuling est située sur la ligne 2 du métro de Nanning, entre la station Rue Tinghong, en direction du terminus nord Xijin (zh), et la station Gare routière de Jiangnan, en direction du terminus sud Tanze.

## Histoire
Le tracé de la ligne est décidé en juin 2014, avec une première phase comprenant 18 stations pour 21,2 kilomètres, coûtant environ 15.5 milliards de yuans. La station est en construction du 28 mars 2014 au 15 septembre 2014. La ligne ouvre officiellement le 28 décembre 2017 avec 17 autres stations.

## Services aux voyageurs

### Accès et accueil
Située de part d'autre du boulevard Xingguang (星光大道) et de la 2e rue Shizhuling (石柱岭二路), la station est accessible tous les jours, par quatre entrées différentes. La sortie B comprend un ascenseur pour personnes handicapées. La station est d'une forme rectangulaire orienté nord-sud.
Station souterraine, elle dispose de trois niveaux :
| Niveau 0   | Entrées et sorties                     | Entrées et sorties                                         |
| Sous-sol 1 | Salle d'accueil                        | Service à la clientèle, boutiques et guichet libre-service |
| Sous-sol 2 |                                        | Ligne 2 Voie 1 : En direction de Xijin (zh)                |
| Sous-sol 2 | Quai central                           |                                                            |
| Sous-sol 2 | Ligne 2 Voie 2 : En direction de Tanze |                                                            |

### Desserte
Les premiers et derniers passages en direction de Xijin sont à 7h07 et 23h52, tandis que ceux en direction de Tanze est sont à 6h32 et 23h52.

### Intermodalité
La station est servie par les lignes 21, 31, D31, 41, 51, 53, D53, 55, D55, B73, 81, 88, 99, 801, W16 et Wuming 21 du réseau d'autobus de Nanning.

## À proximité
| Numéro                                         | Destinations proches |
| ---------------------------------------------- | --- |
| Sortie A                                       | Boulevard Xingguang, boulevard Baisha (白沙大道), École de la fédération des Syndicats du Guangxi (广西区总工会干部学校), Dortoirs de l'école d'industrie légère du Guangxi (广西轻工机室学员), École d'ingénierie électrique du Guangxi (南宁市电子工程学校), quartier Fengling (凤凰小区), jardin Xiangbaihe (香百合花园), 2e rue Shizhuling |
| Sortie B                                       | Boulevard Xingguang, boulevard Baisha, |
| Sortie C                                       | Boulevard Xingguang, 2e quartier résidentiel de la société de la Transformation électrique du Guangxi (广西送变电第二生活区), École secondaire No. 21 (南宁市第二十一中学), garderie Shuanglu (双鹿幼儿园), école maternelle Hongxing (红星幼儿园)                                                                                             |
| Sortie D                                       | Boulevard Xingguang, quartier nord Tianzhuli (天筑丽城北区), quartier Jiangnan (江南小区) |
| Légende： Ascenseur pour personnes handicapées | |